# Ascon
Ascon ist eine seit 2014 an der Technischen Universität Graz entwickelte Familie von Kryptographischen Algorithmen, die neben einem Verschlüsselungsalgorithmus auch ein Hash-Verfahren umfasst.
Die Algorithmen sind speziell für kleinere elektronische Geräte wie beispielsweise das Internet der Dinge oder RFID entwickelt worden und umfassen Authenticated Encryption und Hashfunktionen.
Im August 2018 veröffentlichte das National Institute of Standards and Technology (NIST), eine Bundesbehörde in den Vereinigten Staaten, einen Aufruf zur Einreichung von Algorithmen, für leichtgewichtige kryptografische Standards mit authentifizierter Verschlüsselung mit zugehörigen Daten (AEAD) und optionalen Hashing-Funktionen. Von 57 Bewerbern setzten sich die Ascon-Entwickler Christoph Dobraunig, Maria Eichlseder, Florian Mendel und Martin Schläffer von der TU Graz am 7. Februar 2023 mit dem Gewinn des Wettbewerbes durch. Das NIST hat danach Ascon zum US-Standard für leichtgewichtige Kryptographie erklärt.